# TeleColor
TeleColor es una emisora televisiva regional italiana activa desde 1984 con sede en Cremona.

## Historia

### Los años '80
Telecolor es fundada en 1984 por Pierluigi Baronio, periodista y experto de comunicación y marketing.
En los primeros años la emisora alterna en su parrilla mostraba transmisiones en las cuales retrasmitía vídeos musicales de Videomusic y eventos deportivos de Telemontecarlo junto con sus propias producciones de carácter informativo y periodístico, con una particular atención a todas aquellas que caracterizan todavía hoy la plancha portante de la emisora: el ambiente, la salud y la dimensión social.

### Los años '90
Entre el año 1991 y 1994, cesada la programación de Videomusic, la emisora retrasmite por 6 horas programas musicales de la red televisiva americana MTV, entonces difundida sólo vía satélite.
En el curso de los años TeleColor llega a transmitir no sólo una alimentada serie de transmisiones de carácter deportivo, cultural y de entretenimiento, si no que también de películas de autor, en un particular modo en blanco y negro.
Tg Color vuelve la cita fijamente diaria para la información, mientras la parrilla se completa con la transmisión de series, para la financiación de la emisora. ES sobre TeleColor que van en el aire las primeras series de Roberto De Crema, el noto "bigote" televisivo.
Entre los programas históricos encontramos a: Number One, Música va, El segnalibro y La perla de Sandro a cura de Sandro Talamazzini.

### Los años 2000
En el 2001 Telecolor releva la "Bresciana Primarete Lombardia", que divina a todos los efectos de la segunda red del grupo. En el 2004 se abre una nueva sede en Cremona y una nueva redacción a Brescia. Con el advenimiento del digital terrestre han sido inaugurados dos nuevos canales: Smile TV y Salud & Naturaleza. El primero presentaba una programación basada sobre películas y telefilm del carácter ligero y cómico, el segundo retrasmitiva para todo el curso de la jornada las transmisiones de medicina, de salud y sobre la naturaleza ya ida en el aire sobre TeleColor. Estos canales vienen sucesivamente sorpresivos.
En el 2013 releva del grupo Profit, el emisor milanés Telereporter al cual sucesivamente se añadirá la bresciana Brescia.TV, adquirida en octubre del 2015 por el grupo veronese Athesis., luego cedida en el junio de 2017 a la romana ES Live.
La expansión del grupo continuó también en el 2016 con el lanzamiento de un nuevo canal sobre la LCN 82, Red 82, transmitido a nivel local sobre el propio Mux y a nivel nacional sobre el Mux Retecapri, siempre sobre la LCN 82, pero con la denominación de Red 82 Plus. En agosto del mismo año viene, además, perfeccionada la adquisición de una emisora local, que se añadirá a las otras del grupo: la emiliana ES TV #- RED7, relevada por el grupo Spallanzani.
Entre las transmisiones de larga vida de la emisora se señalan Medicina amiga, Box, Box salud y La esquina de la investigación, todavía en el aire.

## Programas
- Tg News
- Tg Deportes
- Box, rúbrica de actualidad
- Box salud, mensual sobre la salud y sobre la alimentación con el doctor Piero Mozzi
- Medicina amiga, rúbrica de medicina con la doctora Federica Pomini
- Laboratorio salud, rúbrica de medicina alternativa
- Perfume de bienestar, rúbrica de ecología
- Ambiente: cambiar se debe, rúbrica que afronta series ambientales
- Agricultura viva, rúbrica dedicada a la agricultura
- LOS países de las maravillas, rúbrica sobre la naturaleza con propuestas turísticas y ecológicas locales
- Rebelòt #- dialectos y afueras, rúbrica sobre el dialecto y el territorio lombardo
- La esquina de la investigación, rúbrica de investigación y experimentación con Antonio Moros
- En travesía contigo, rúbrica dedicada a las travesías en giro para el mundo
- Perros gatos y compañía, rúbrica de profundización sobre los animales domésticos
- Hombres & caballos, rúbrica sobre la equitación
- En buena compañía, rubrica de interés local sobre la actualidad, el ambiente y las condiciones sociales
- Fórmula mixta, programa deportivo de fútbol
- Música italiana show, programa de música lisa
- Dedicado a vosotros, programa de música lisa
- #Italiano, show musical
- What's up?, vídeos curiosos

## TeleColor Mux
El multiplex de TeleColor es radiado del emplazamiento de Valcava y de otros emplazamientos lombardos sobre el canal UHF 51.
| LCN  | Nombre Canal                | Notas1 | Notas2                                |
| ---- | --------------------------- | ------ | ------------------------------------- |
| 13   | Telereporter                | FTA    |                                       |
| 18   | TELECOLOR                   | FTA    |                                       |
| 75   | TELECAMPIONE                | FTA    |                                       |
| 76   | La 9                        | FTA    |                                       |
| 81   | La 8                        | FTA    |                                       |
| 89   | Telepavia                   | FTA    |                                       |
| 92   | SUPERTV ME                  | FTA    |                                       |
| 93   | TRS#-Evergreen              | FTA    | Transmite en el Canal 93 de TRS Coche |
| 168  | ARTE Y MODA                 | FTA    | Transmite en LIENZOS MODA             |
| 169  | LIENZOS MUJER               | FTA    |                                       |
| 171  | ITALIA TV LOMBARDIA         | FTA    |                                       |
| 173  | ESTUDIO ITALIA 2            | FTA    | Duplicado de ITALIA TV LOMBARDIA      |
| 184  | PRIMARETE                   | FTA    |                                       |
| 189  | Italia Televisión Lombardia | FTA    | Canal duplicado                       |
| 199  | Primarete                   | FTA    | Canal duplicado                       |
| 213  | ITALIA RED                  | FTA    |                                       |
| 232  | Canal 232 de ITALIA         | FTA    |                                       |
| 286  | SuperTV ME                  | FTA    | Canal duplicado                       |
| 513  | Telereporter HD             | FTA    | Canal duplicado SD                    |
| 518  | TELECOLOR HD                | FTA    | Canal duplicado SD                    |
| 593  | TRS HD#-Evergreen           | FTA    | Canal duplicado SD                    |
| 612  | FOCO 11                     | FTA    | Duplicado del CANAL 11                |
| 691  | Telepavia                   | FTA    | Canal duplicado                       |
| 699  | CANAL 11                    | FTA    |                                       |
| n.d. | PRIMARETE HD                | FTA    | Canal duplicado SD                    |

## Escuche[4]

### Contacte día mediano mensual target 4+región Lombardia
| Enero | Febrero | Marzo   | Abril   | Mayo    | Junio   | Julio   | Agosto  | Septiembre | Octubre | Noviembre | Diciembre | Mediano año |         |
| ----- | ------- | ------- | ------- | ------- | ------- | ------- | ------- | ---------- | ------- | --------- | --------- | ----------- | ------- |
| 2014  | 156.276 | 149.519 | 136.352 | 127.230 | 125.321 | 139.498 | 152.485 | 131.920    | 150.625 | 136.129   | 167.555   | 155.603     | 144.185 |
| 2015  | 160.175 | 137.842 | 146.481 | 146.111 | 153.415 | 139.654 | 166.132 | 150.494    | 180.738 | 180.105   | 178.546   | 194.120     | 161.968 |
| 2016  | 208.595 | 213.222 | 190.641 | 180.486 | 127.383 | 146.806 | 129.581 | 121.807    | 150.629 | 155.389   | 142.261   | 143.892     | 158.544 |
| 2017  | #-#-    | #-#-    | 128.742 | 114.195 | 131.725 | 132.392 | 130.701 | 129.311    | 133.926 | 131.465   | 136.851   | 141.953     | 98.278  |
| 2018  | 131.538 |         |         |         |         |         |         |            |         |           |           |             |         |

### Contacte día mediano mensual target 4+región Piemonte
| Enero | Febrero | Marzo  | Abril  | Mayo   | Junio  | Julio  | Agosto | Septiembre | Octubre | Noviembre | Diciembre | Mediano año |        |
| ----- | ------- | ------ | ------ | ------ | ------ | ------ | ------ | ---------- | ------- | --------- | --------- | ----------- | ------ |
| 2014  | 11.046  | 6.341  | 9.154  | 8.022  | 8.601  | 11.154 | 12.597 | 10.293     | 9.561   | 6.355     | 8.148     | 11.947      | 9.488  |
| 2015  | 15.705  | 8.344  | 9.098  | 12.446 | 12.228 | 14.286 | 11.094 | 14.067     | 14.160  | 15.880    | 26.635    | 28.282      | 15.286 |
| 2016  | 12.805  | 10.399 | 11.126 | 15.267 | 6.102  | 8.101  | 8.042  | 7.400      | 5.194   | 9.490     | 7.649     | 4.473       | 8.817  |
| 2017  | #-#-    | #-#-   | 3.264  | 4.970  | 2.837  | 2.227  | 1.182  | 4.484      | 4.503   | 2.647     | 4.476     | 5.949       | 3.075  |
| 2018  | 4.571   |        |        |        |        |        |        |            |         |           |           |             |        |

## Administración y servicio al cliente
- Telereporter
- Teles locales italianas (Lombardia)